# Fórmula de Mason
La fórmula de Mason (o fórmula de ganancia) es un método para encontrar la relación entre dos variables (función de transferencia) cuando disponemos del gráfico de flujo de señal. Se usa con frecuencia en la teoría de control, tras haber sido obtenida por Samuel Jefferson Mason. También se puede emplear utilizando el diagrama de bloques. Se trata de un método alternativo a la resolución de las ecuaciones algebraicas, que puede ser más o menos complicado en función del sistema que estudiemos.

## Fórmula
La fórmula de ganancia es la que sigue:
{\displaystyle G={\frac {y_{\text{salida}}}{y_{\text{entrada}}}}={\frac {\sum _{k=1}^{N}{G_{k}\Delta _{k}}}{\Delta \ }}}
{\displaystyle \Delta =1-\sum L_{i}+\sum L_{i}L_{j}-\sum L_{i}L_{j}L_{k}+\cdots +(-1)^{m}\sum \cdots +\cdots }
donde:
- Δ = determinante gráfico
- yentrada = variable de entrada
- ysalida = variable de salida
- G = ganancia completa entre las variables de entrada y salida
- N = número de trayectorias directas posibles entre la entrada y la salida
- Gk = ganancia en la trayectoria directa k-ésima
- Li = ganancia de todos los lazos simples
- LiLj = producto de las ganancias de lazos disjuntos (que no se tocan, es decir, no comparten nodos), tomados de dos en dos
- LiLjLk = producto de las ganancias de lazos disjuntos, tomados de tres en tres
- Δk = determinante gráfico para la trayectoria directa k-ésima. Se define de la misma forma que el determinante gráfico completo, sólo que las ganancias sustituidas en las fórmulas son las de los lazos que no tocan a la trayectoria directa k-ésima.

## Uso
Para usar esta técnica, es recomendable seguir estos pasos: 
1. contar las trayectorias directas y hallar sus ganancias. Estas son las respectivas Gk.
2. contar el número de lazos y hallar sus ganancias. Estos son los Li (para un número i de lazos ). Contar todos los pares de lazos disjuntos, y hallar el producto de sus ganancias (LiLj). Lo mismo para los grupos de 3, 4 etc. lazos disjuntos.
3. Hallar Δ y Δk.
4. Aplicar la fórmula.